# Pratt & Whitney PW4000
Pratt & Whitney PW4000 — семейство двухконтурных турбовентиляторных авиационных двигателей с силой тяги во взлётном режиме от 23 470 до 45 000 кГ (от 230 до 441 кН). Будучи дальнейшим развитием двигателя JT9D, имеет в отличие от предшественника меньшее число деталей, что позволило снизить стоимости как начальную, так и обслуживания, при этом повысилась надёжность, благодаря чему PW4000 получил более широкое распространение.

## Описание
Семейство PW4000 разделяется на три подсемейства: PW4000-94, PW4000-100 и PW4000-112. Цифры 94, 100 и 112 в обозначениях означают диаметр вентилятора в дюймах (соответственно 2388, 2540 и 2845 мм).

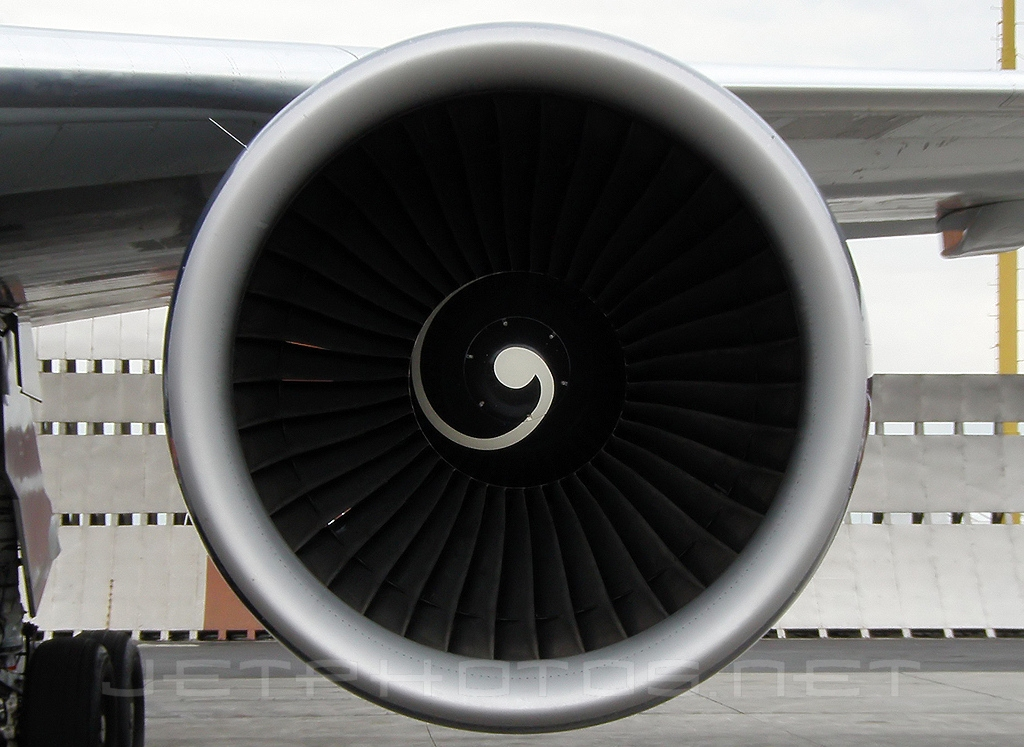
Вид спереди на PW4060 (Boeing 767-200ER)

Группа PW4000-94 была первой из семейства и получила сертификат 26 октября 1983 года, а эксплуатация началась в 1987 году. Сила тяги двигателей во взлётном режиме составляет от 23 470 до 28 123 кГ, а применяются они на авиалайнерах A300-600, Airbus A310-300, Boeing 747-400, 767-200/300 и McDonnell Douglas MD-11. Из моделей двигателей представлены PW4050, PW4052, PW4056, PW4060, PW4060A, PW4060C, PW4062, PW4062A, PW4152, PW4156, PW4156A, PW4158, PW4160, PW4460, и PW4462. Всего было выпущено более двух с половиной тысяч штук. Имеется сертификат на соответствие нормам ETOPS.
Группа PW4000-100 специально создавалась для Airbus A330. Сертификат на все варианты двигателей группы был получен 24 августа 1990 года, а эксплуатация началась в 1994 году. Сила тяги двигателей во взлётном режиме составляет от 29 257 до 31 751 кг, а применяются они на Airbus A330 модели 330—200, 330—300 и 330—200/300. Двигатель PW4000-100 стал первым в мире двигателем, который уже на стадии проектирования стал претендентом на допуск к нормам ETOPS. Из моделей представлены PW4164, PW4164C, PW4164C/B, PW4164-1D, PW4164C-1D, PW4164C/B-1D, PW4168, PW4168A, PW4168-1D, PW4168A-1D и PW4170. В настоящее время планируется внедрение программы Advantage70, благодаря которой ожидается увеличение силы тяги на 2 % при одновременном снижении расхода топлива на 1 % и повышении ресурса двигателя.

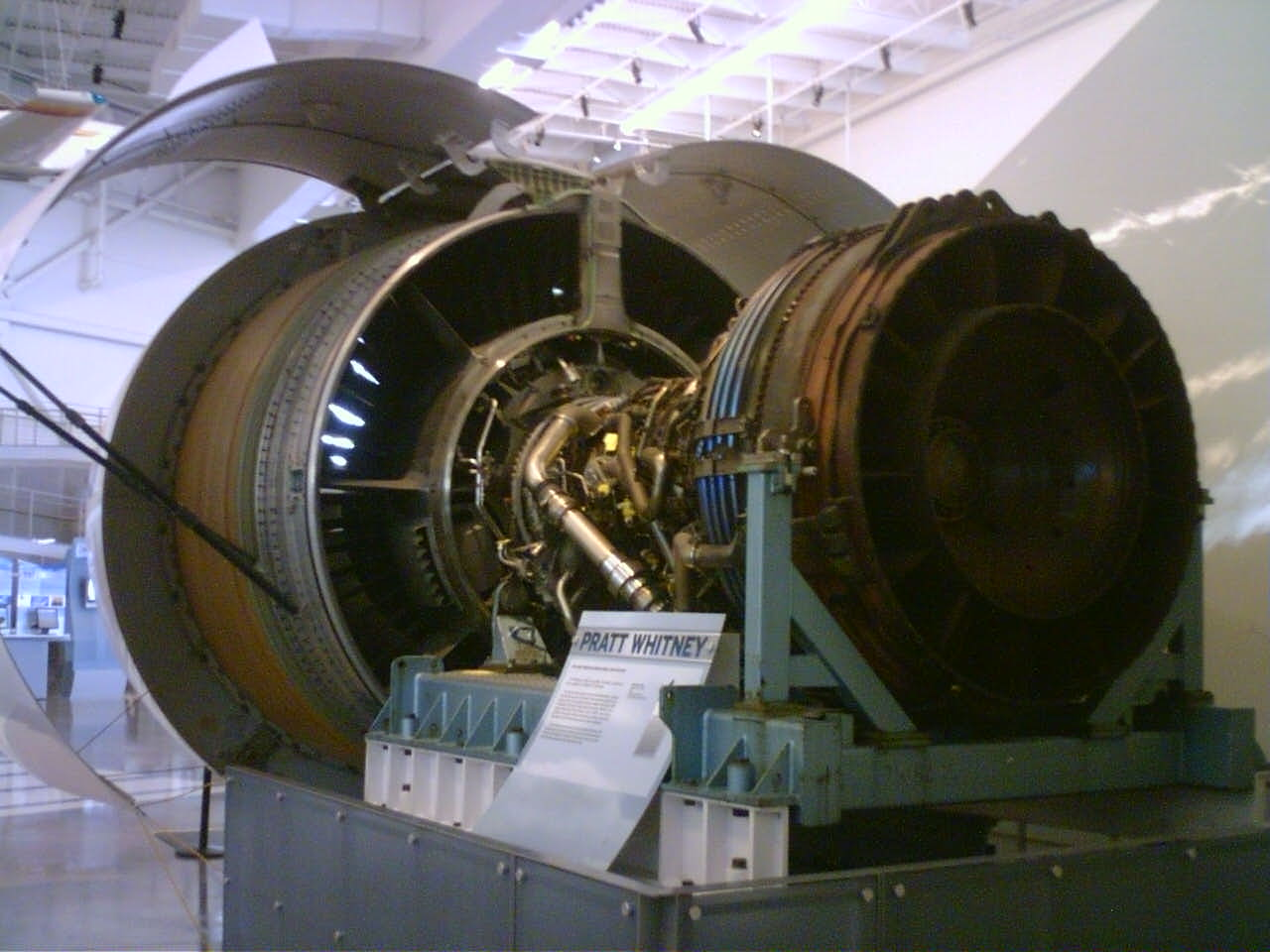
PW4098 с силой тяги 99040 фунтов

Группа PW4000-112 создавалась специально под Boeing 777 и именно с этими двигателями данный самолёт 12 июня 1994 года совершил свой первый полёт. Сила тяги двигателей во взлётном режиме составляет от 33 566 до 45 000 кг, а применяются они на Boeing 777 модели 777—200, 777—300 и 777-200ER. Также предусмотрена возможность эксплуатации на Boeing 747. Для PW4000-112 впервые в мире продолжительность полёта по нормам ETOPS увеличили до 180 минут, планируется увеличение до 207 минут. Из моделей представлены PW4074, PW4074D, PW4077, PW4077D, PW4084D, PW4090, PW4090-3 и PW4098.

## Варианты

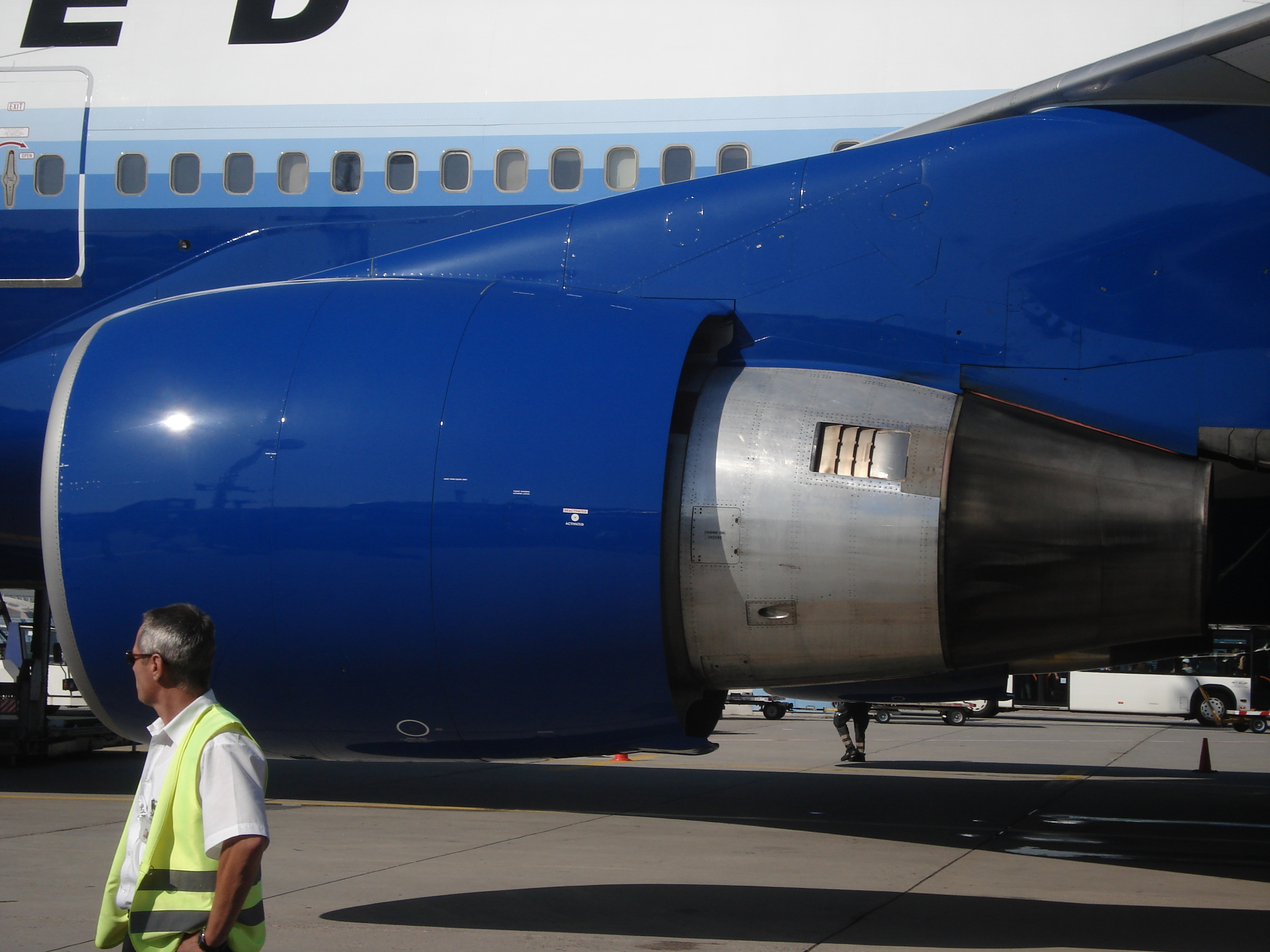
PW4056 на Boeing 747-400 компании United

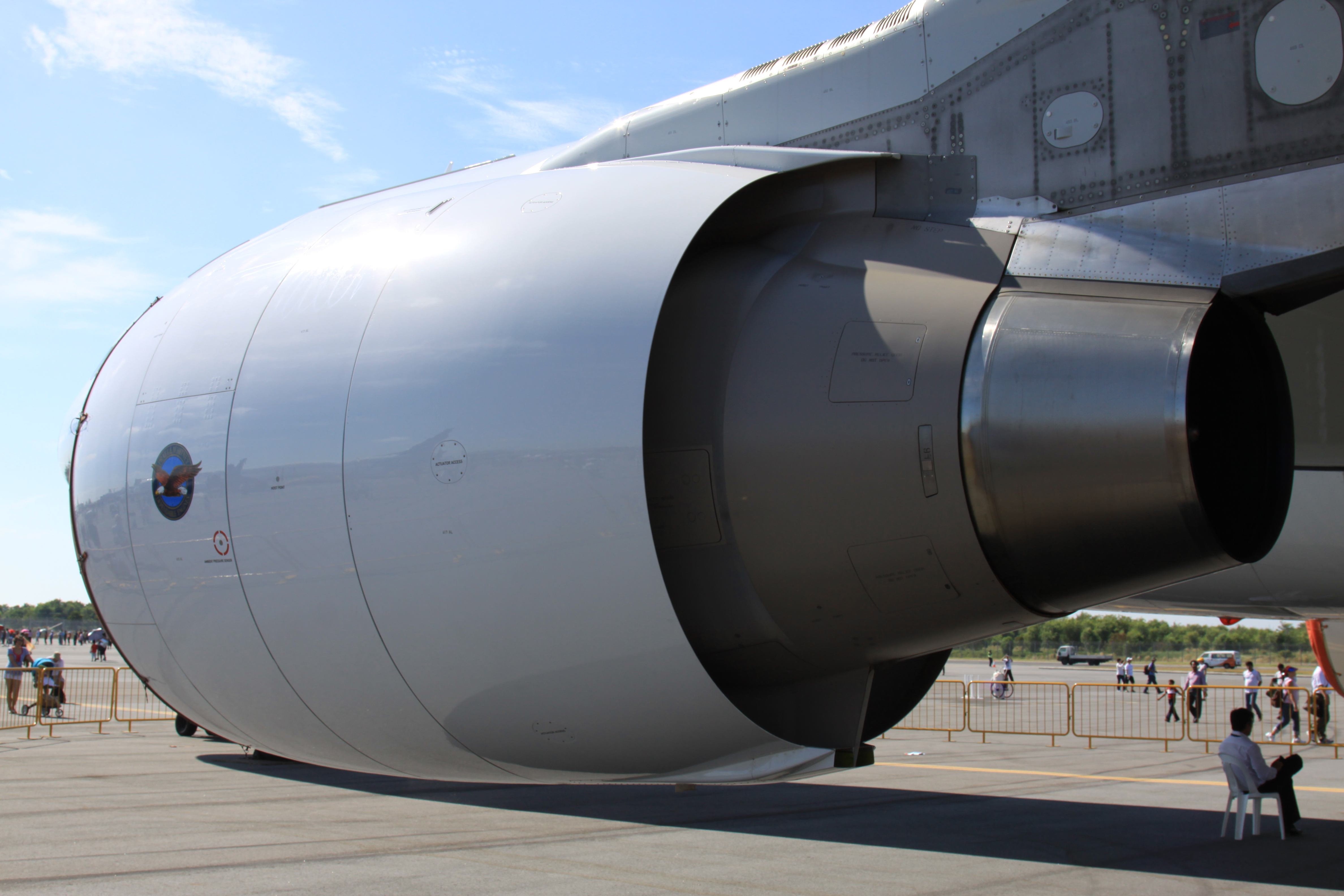
PW4168A на Airbus A330-223F

PW4000-94
PW4052
PW4056
PW4060
PW4062
PW4062A
PW4152
PW4156A
PW4156
PW4158
PW4460
PW4462
PW4000-100
PW4164
PW4168
PW4168A
PW4170
PW4000-112
PW4074/74D
PW4077/77D
PW4084/84D
PW4090
PW4098

## Применение
- Airbus A300
- Airbus A310
- Airbus A330
- Boeing 747
- Boeing 767
- Boeing 777
- Boeing KC-46
- McDonnell Douglas MD-11
- Boeing 747 LCF Dreamlifter
- Stratolaunch
- Инцидент с Boeing 777 над Брумфилдом